# Stechwinden
Die Stechwinden (Smilax), auch Sarsaparille oder Sassaparille (Singular Sarsaparilla) genannt, sind eine Pflanzengattung in der Familie der Stechwindengewächse (Smilacaceae). Die etwa 300 Arten sind fast weltweit verbreitet.

## Beschreibung

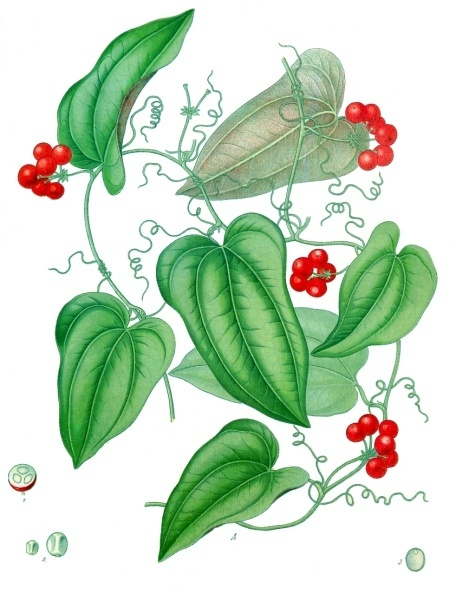
Illustration der Veracruz-Stechwinde (Smilax aristolochiifolia) aus Koehler 1887

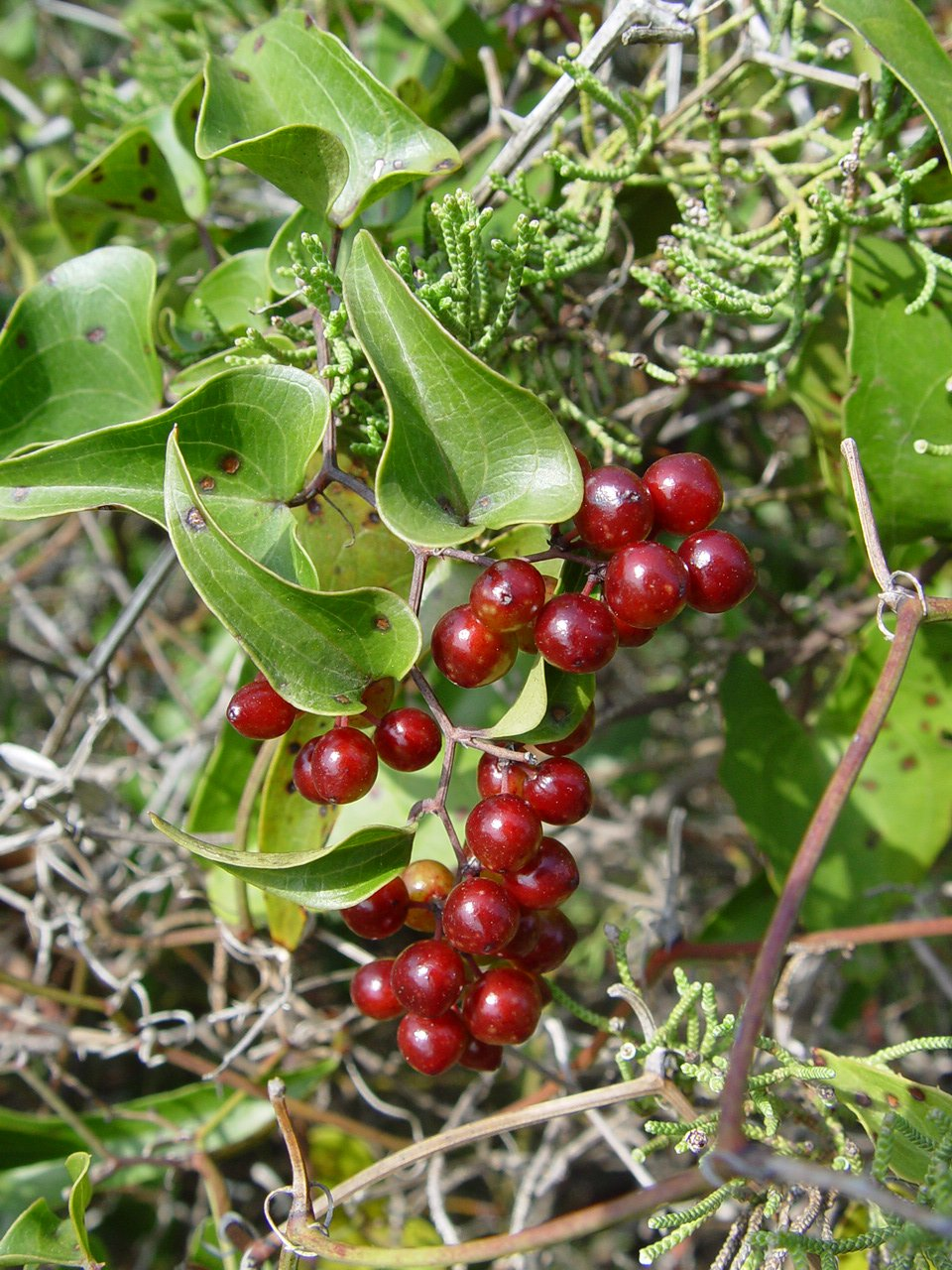
Lederige Laubblätter und reife Früchte der Rauen Stechwinde (Smilax aspera)

### Erscheinungsbild und Blätter
Stechwinden-Arten wachsen als Spreizklimmer und mit Ranken kletternde oder – weniger oft – als fast aufrechte, manchmal ausdauernde immergrüne Pflanzen. Viele Arten verholzen und sind Sträucher, selten Halbsträucher. Als Überdauerungsorgane werden meist kurze, starke, dicke Rhizome gebildet. Es werden mehr oder weniger stark verholzende, oft ziemlich lange und mehr oder weniger stark verzweigte, meist stachelige Sprossachsen (Name!) gebildet. Oft sind als Kletterhilfe auch die Blätter bestachelt. Die meisten Arten sind zweihäusig.
Die wechselständig und manchmal zweizeilig angeordneten Laubblätter sind in Blattstiel und Blattspreite gegliedert. Die meist im unteren Bereich schmal geflügelten Blattstiele besitzen eine Abszissionszone (Stelle, an der das Blatt abgeworfen wird) zwischen geflügeltem und oberem (distalem) Bereich. Die einfachen Blattspreiten sind meist eiförmig bis lanzettlich und besitzen oft gerundeten oder spießförmigen Spreitengrund. Zwischen den drei bis sieben bogig verlaufenden Hauptnerven ist eine deutliche Netznervatur vorhanden. Oft sind an der Basis des Blattstieles zwei Ranken vorhanden.

### Blütenstände und Blüten
Die Blütenstände stehen seitenständigen in laubblatt- oder schuppenartigen Tragblättern auf Blütenstandsschäften, die manchmal an ihrer Basis ein schuppenähnliches Prophyll besitzen. Der rispige, ährige oder traubige Gesamtblütenstand enthält ein bis selten drei mehr oder weniger kopfige doldige Teilblütenstände.
Stechwinden-Arten sind zweihäusig getrenntgeschlechtig (diözisch). Die relativ kleinen, eingeschlechtigen Blüten sind dreizählig. Die zwei × drei meist freien (bei Smilax synandra verwachsenen), relativ kleinen Blütenhüllblätter sind grünlich bis weiß. In den männlichen Blüten sind zwei Kreise mit je drei freien Staubblättern vorhanden; selten sind acht oder mehr vorhanden. Die Staubblätter sind an der Basis der Blütenhüllblätter inseriert. Die Staubbeutel besitzen meist nur eine Theka. Drei Fruchtblätter sind zu einem oberständigen dreikammerigen Fruchtknoten verwachsen. Die Fruchtknotenkammern enthalten jeweils ein bis zwei Samenanlagen. Auf einem sehr kurzen bis kaum erkennbaren Griffel sitzen drei Narben. In den weiblichen Blüten können bis zu sechs Staminodien vorhanden sein.

### Früchte und Samen
Die bei Reife roten bis schwarzen Beeren enthalten meist ein bis zwei, selten bis zu drei Samen. Die dunkelbraunen Samen sind glatt und glänzend.

## Systematik und Verbreitung

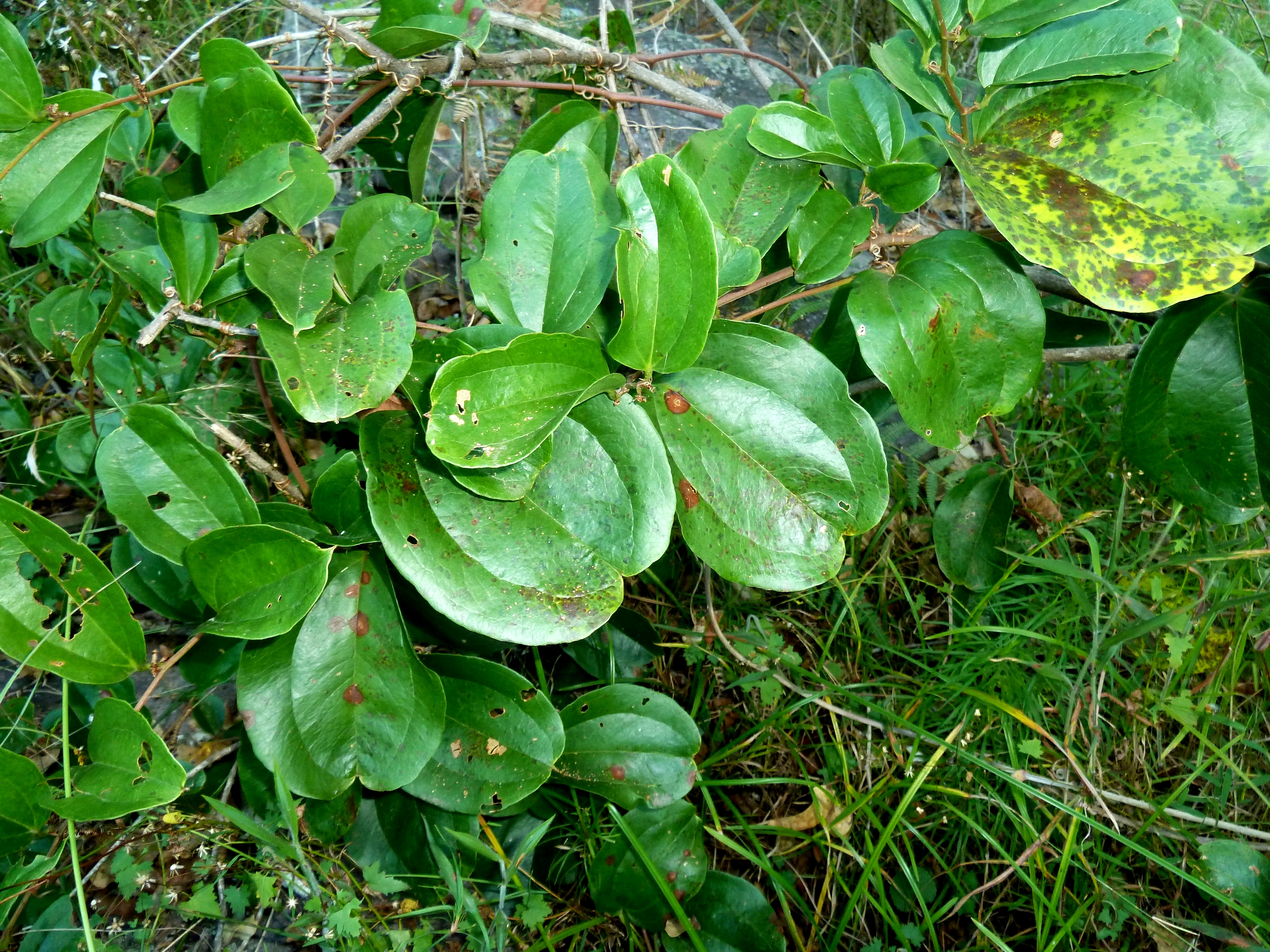
Habitus und Laubblätter von Smilax anceps

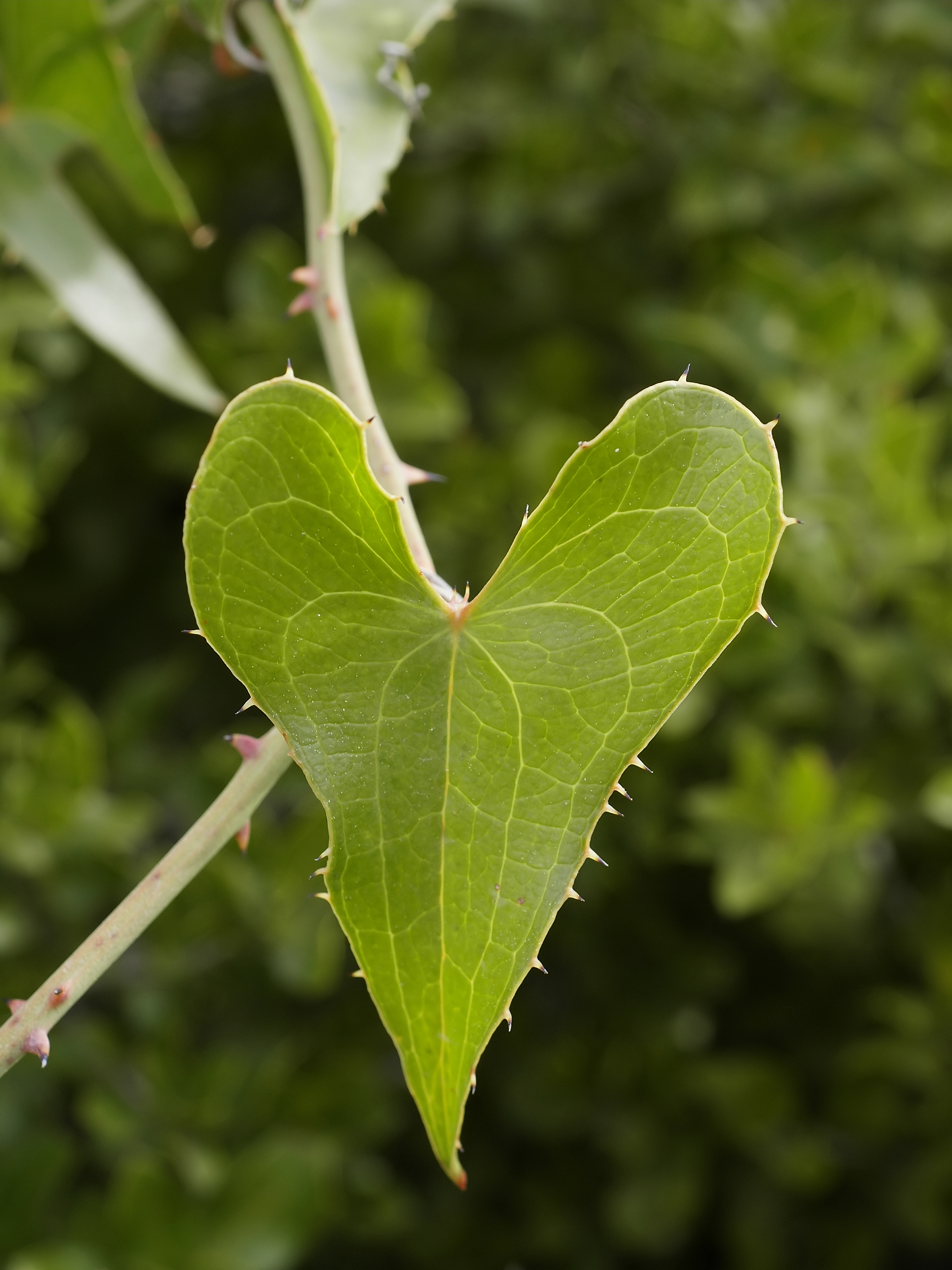
Laubblatt der Rauen Stechwinde (Smilax aspera)

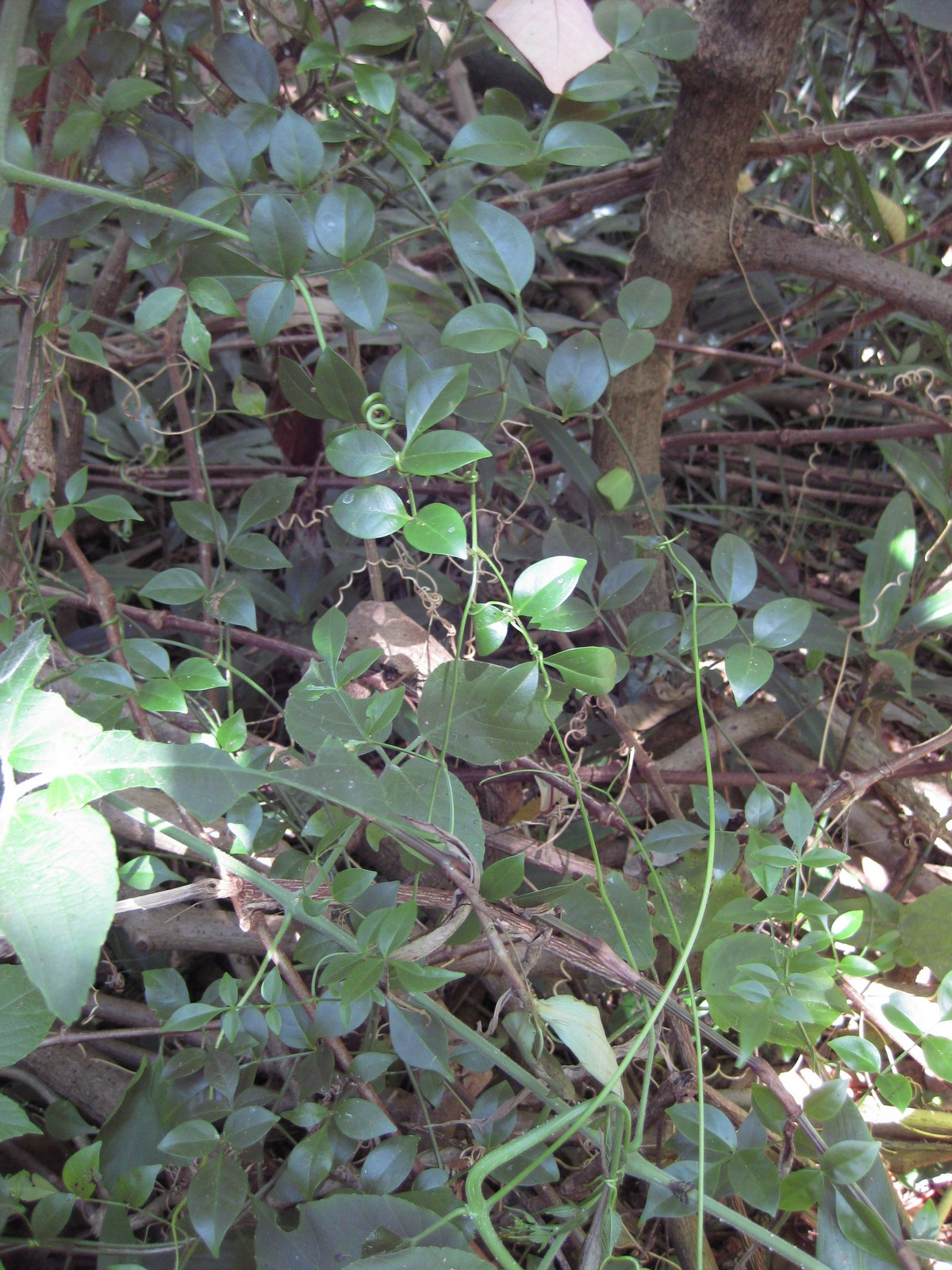
Smilax australis

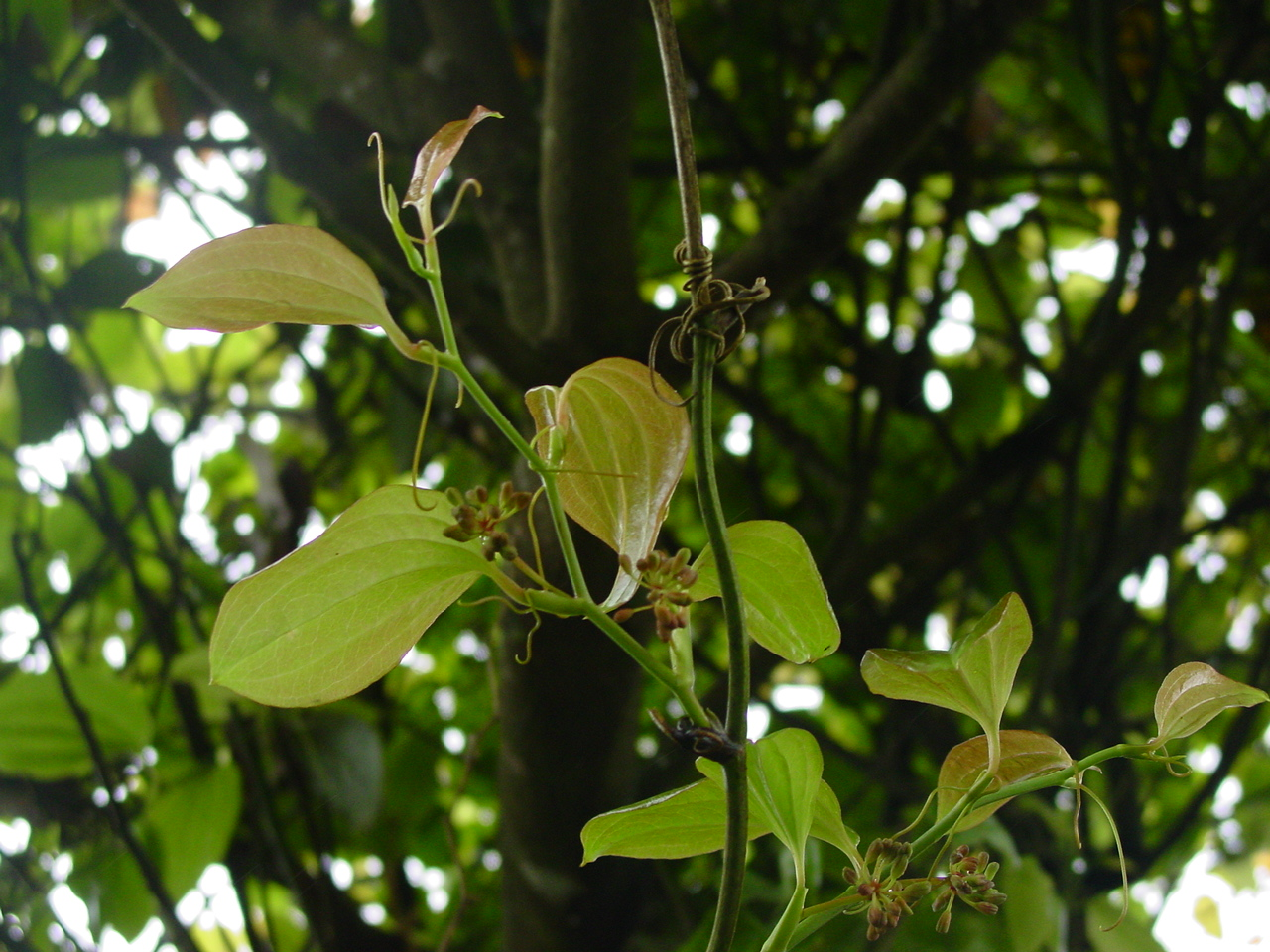
Sprossachse mit Laubblättern von Smilax azorica

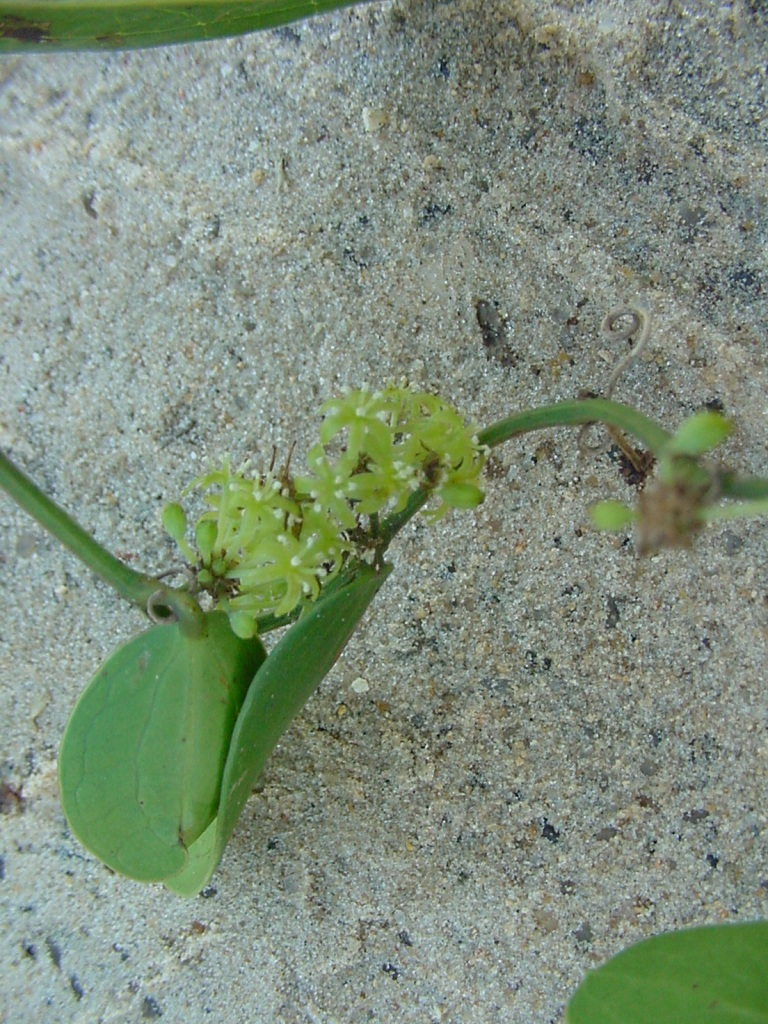
Laubblätter und Blütenstände von Smilax campestris

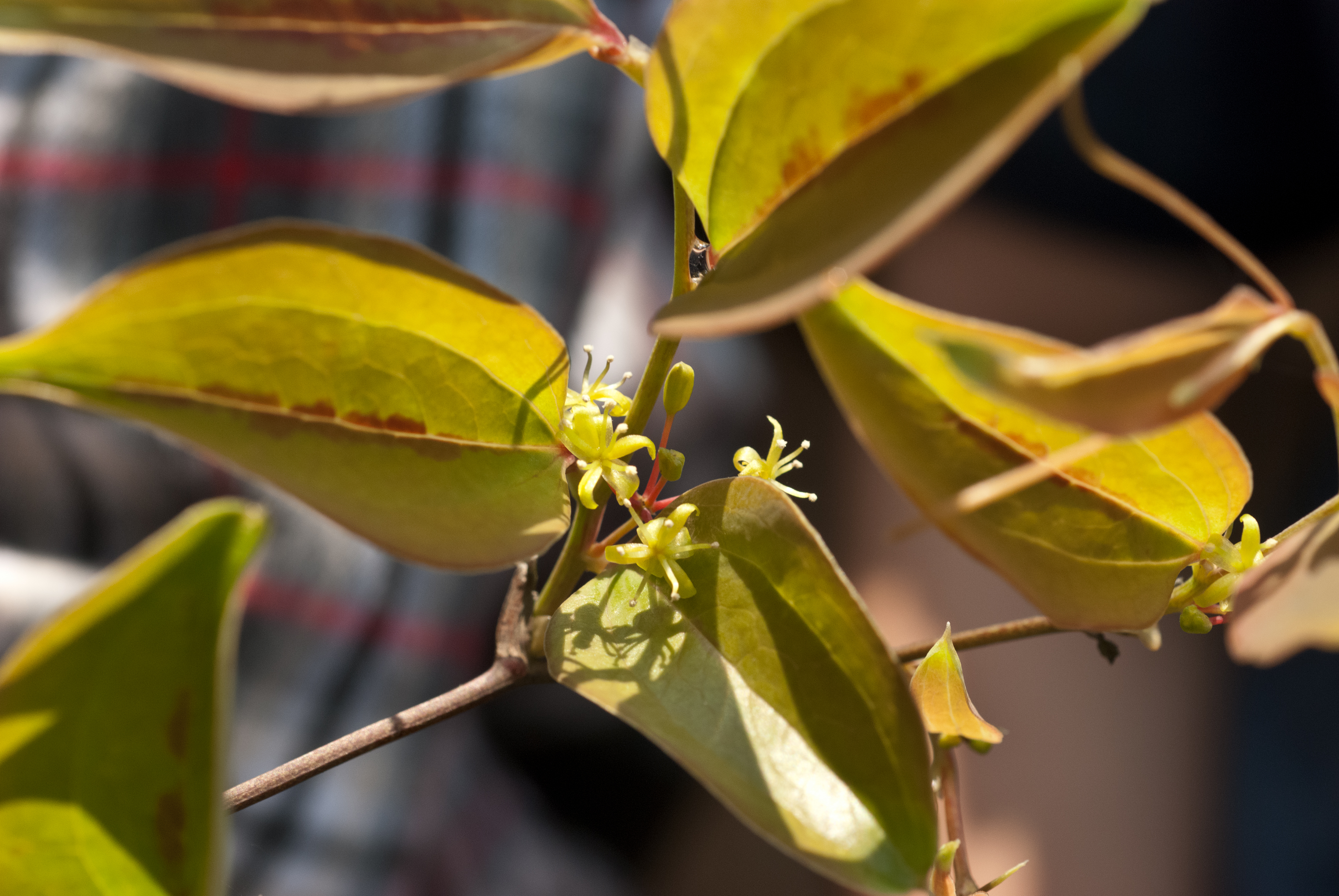
China-Stechwinde (Smilax china)

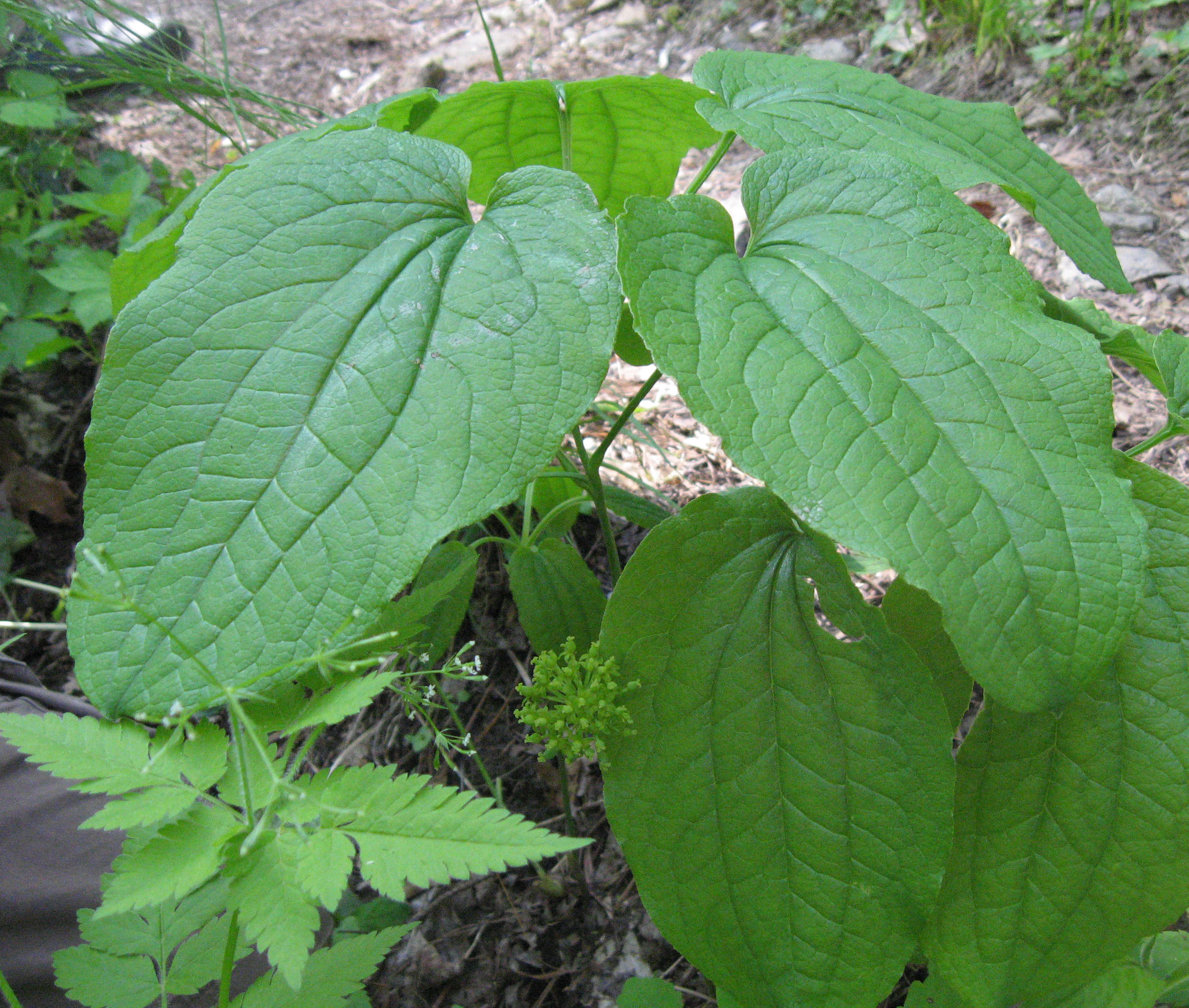
Habitus, Laubblätter und Blütenstand von Smilax ecirrhata

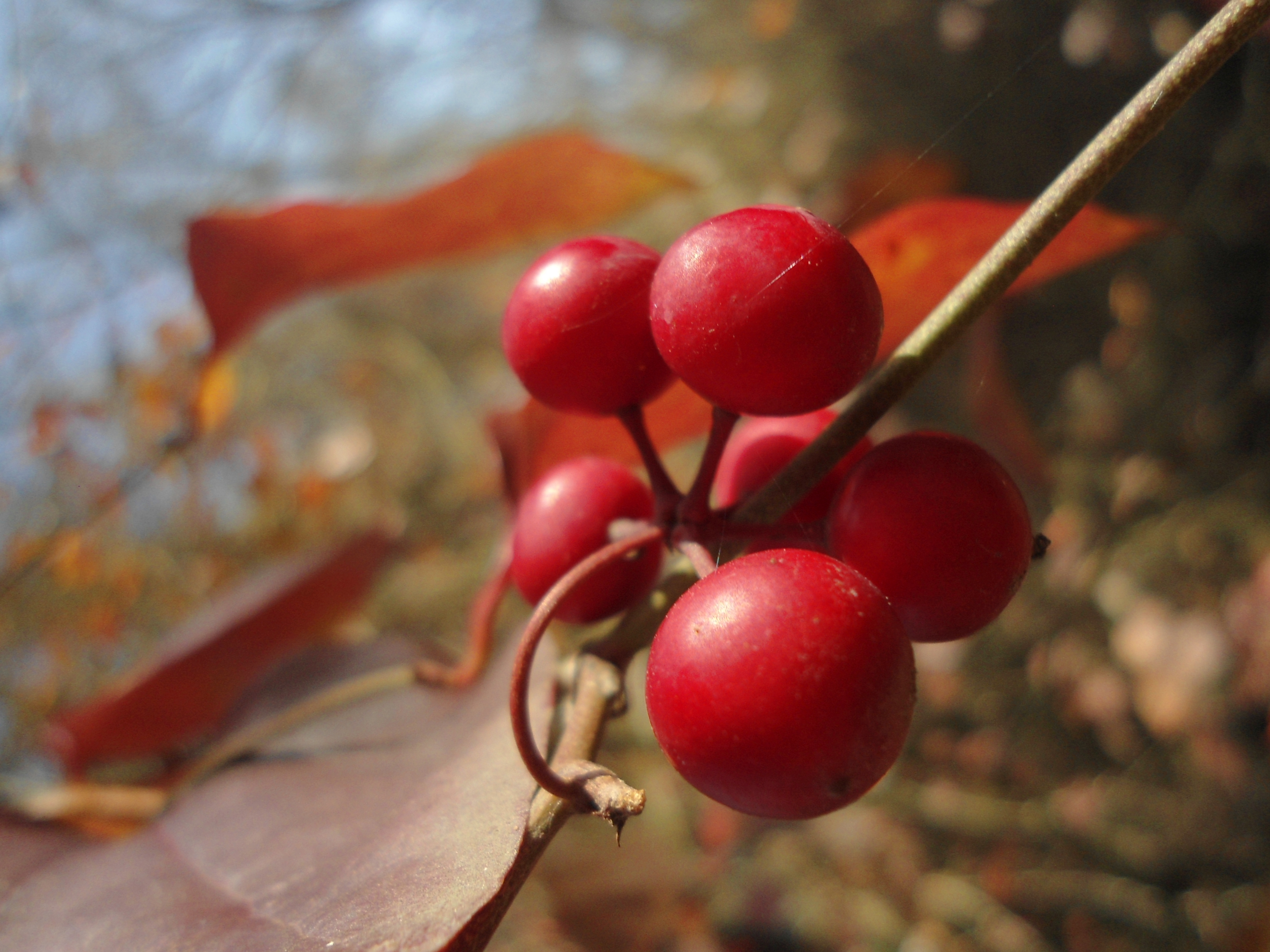
Früchte der Hohen Stechwinde (Smilax excelsa)

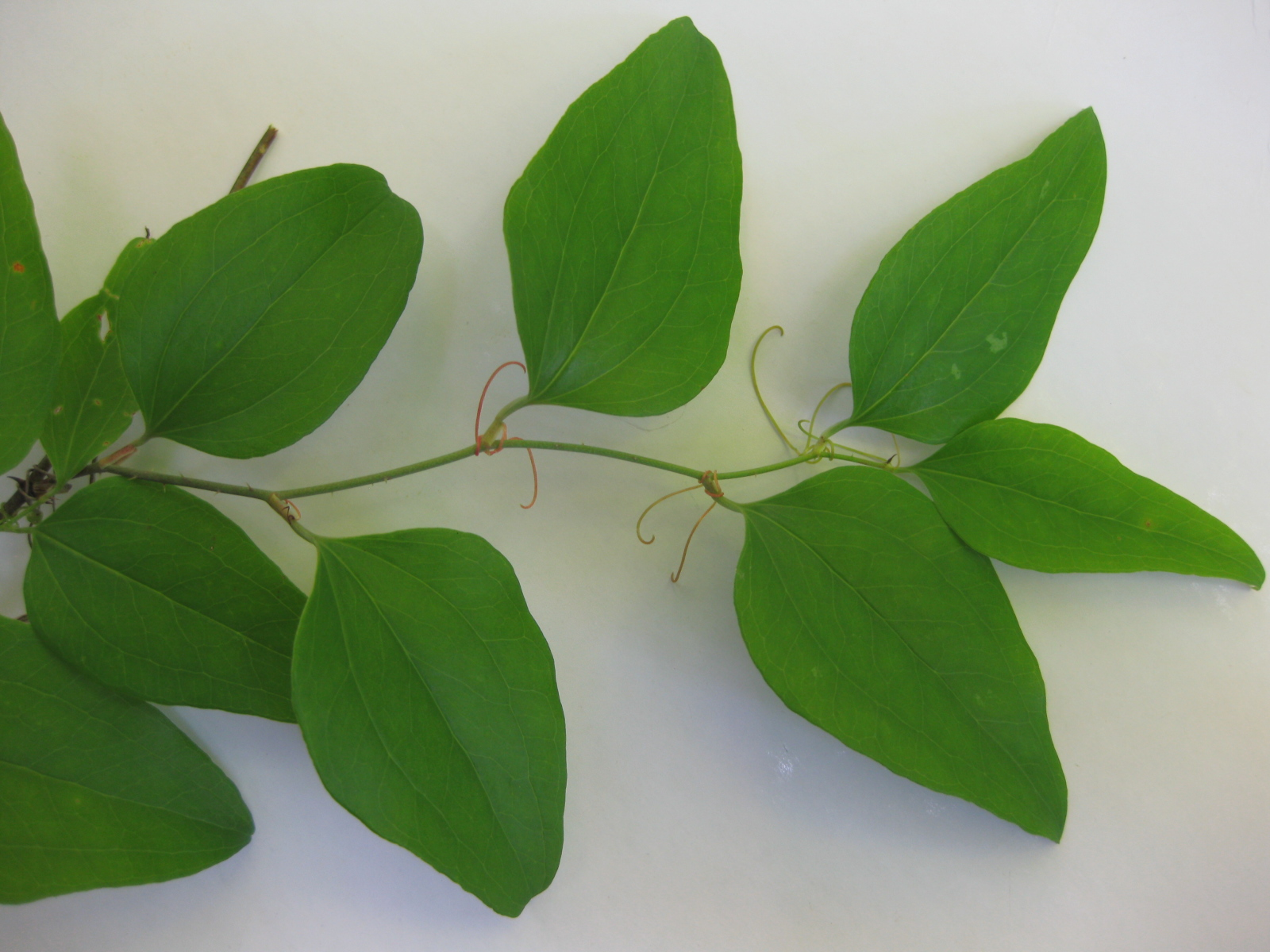
Sprossachse mit gestielten, einfachen Laubblättern und Ranken von Smilax glauca

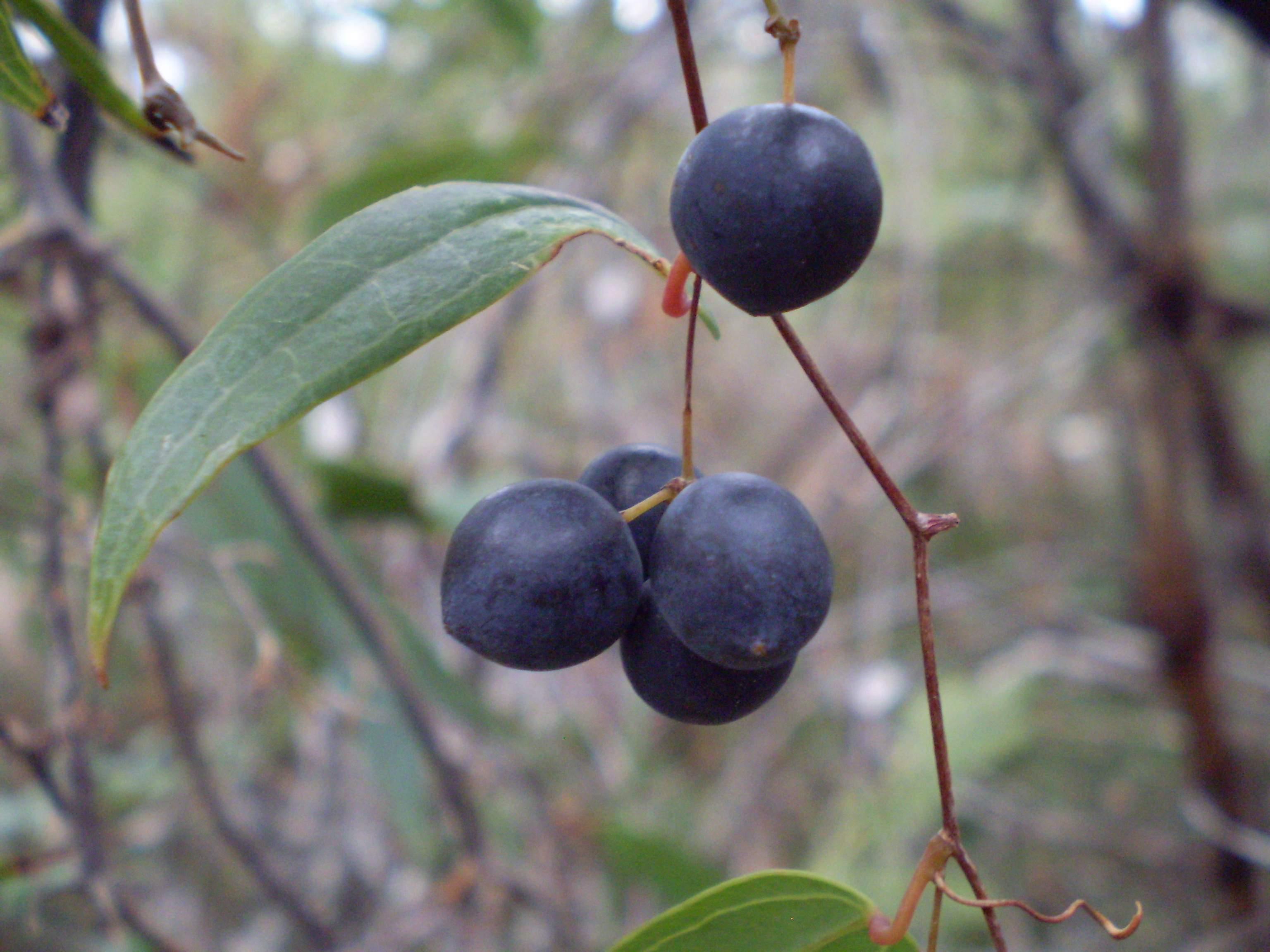
Laubblatt und reife Früchte von Smilax glyciphylla

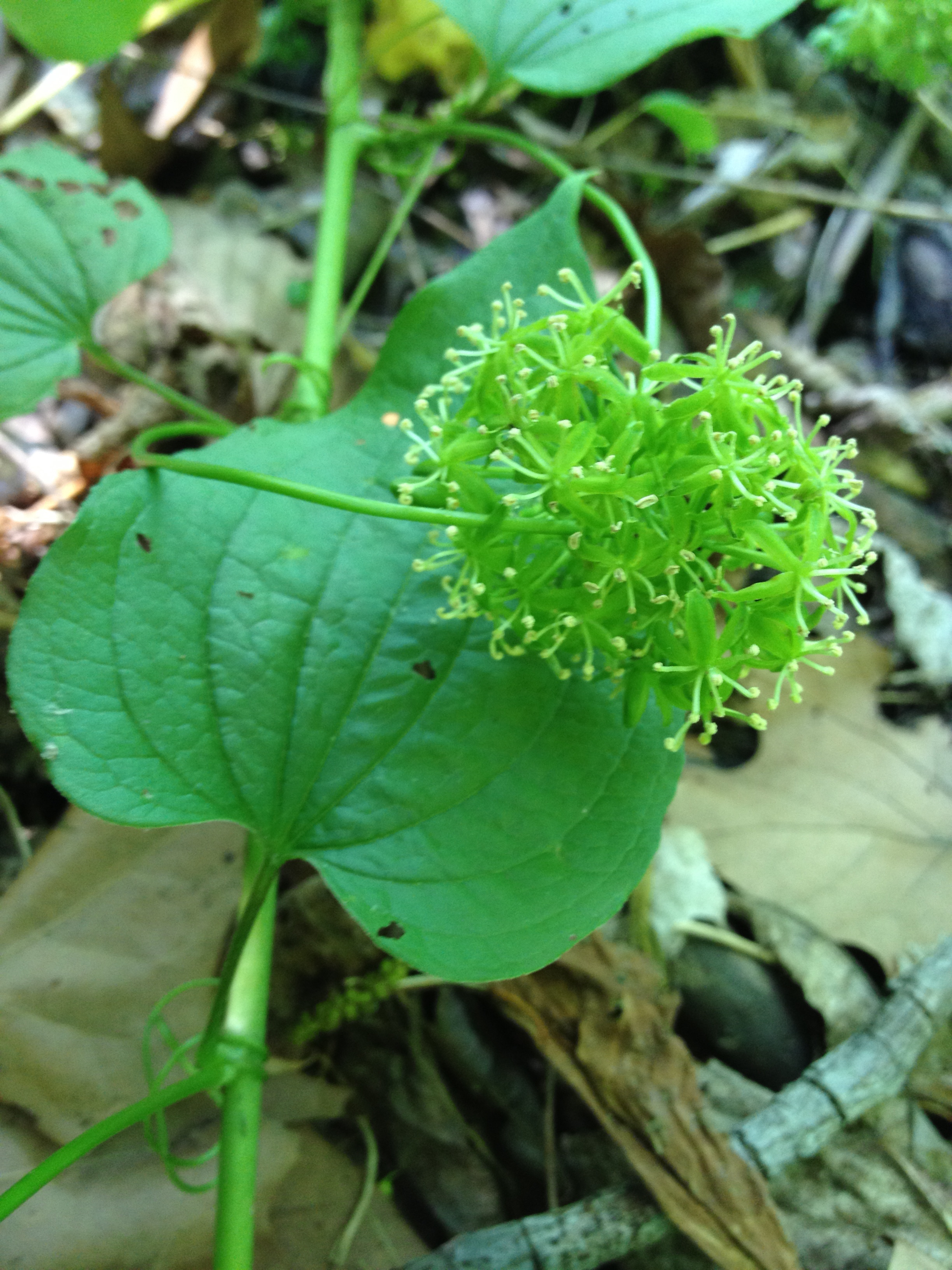
Laubblatt und Blütenstand von Smilax herbacea

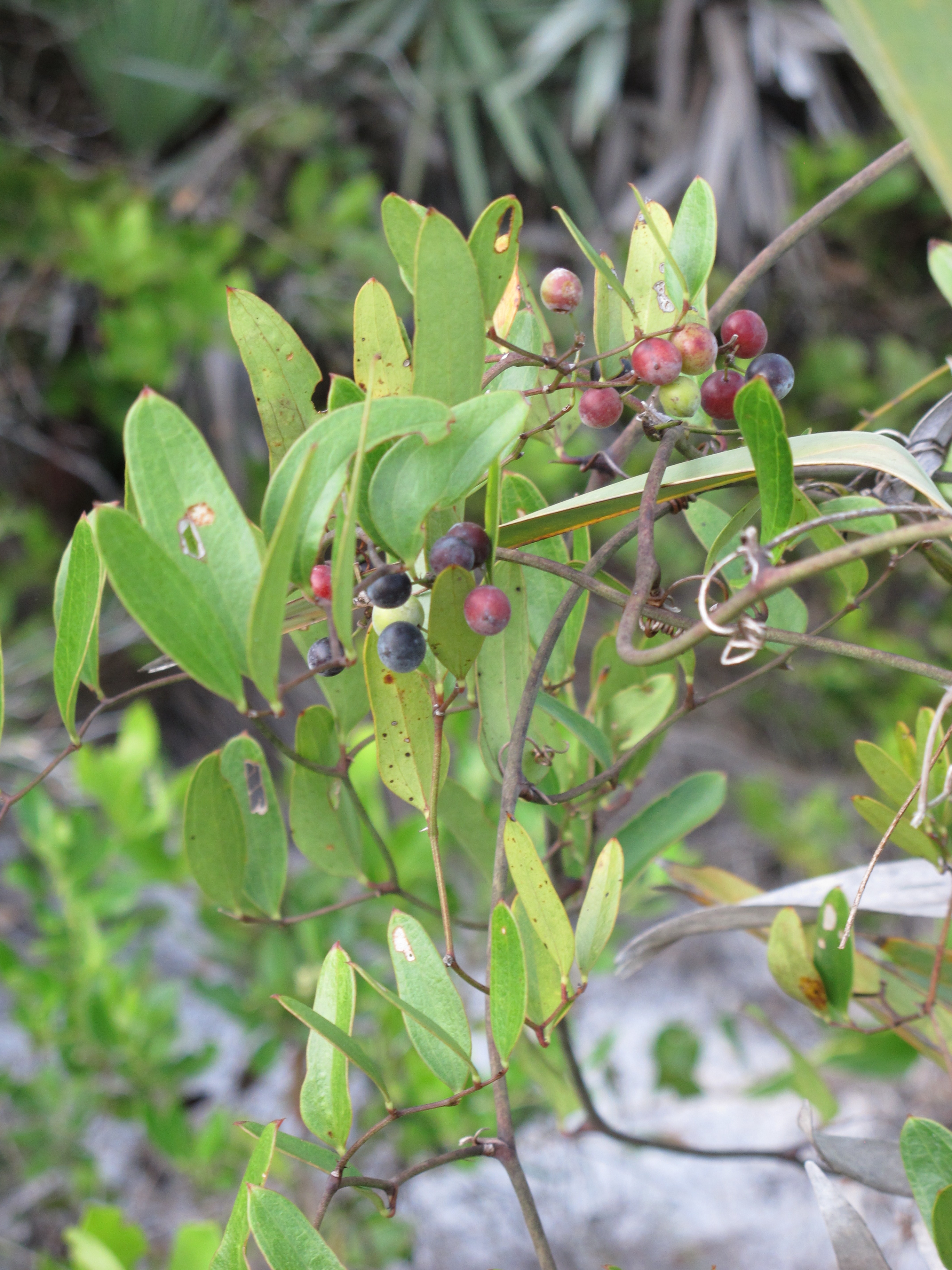
Smilax laurifolia mit Früchten

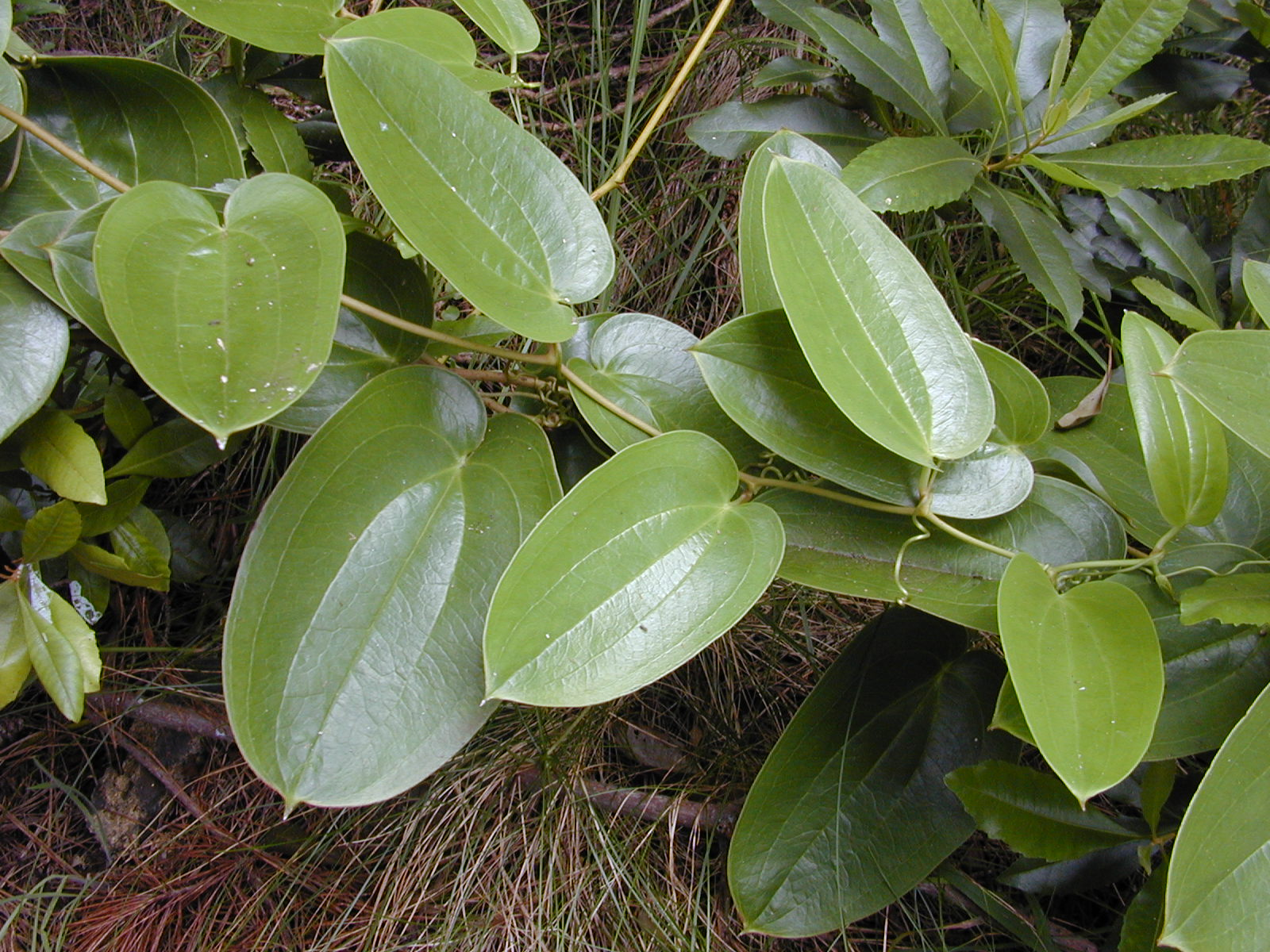
Sprossachse mit Laubblättern von Smilax melastomifolia

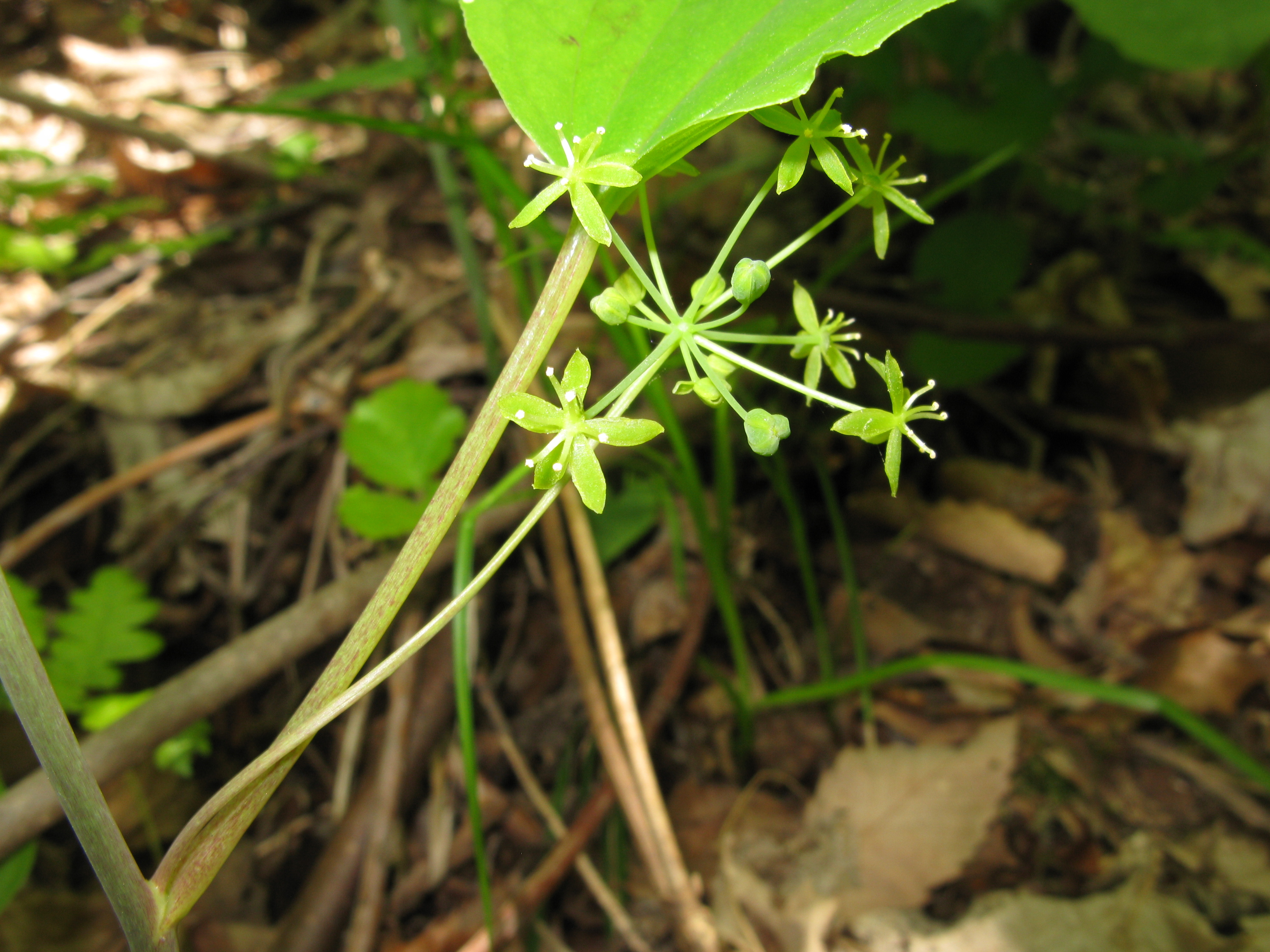
Blütenstand mit Blüten im Detail von Smilax nipponica

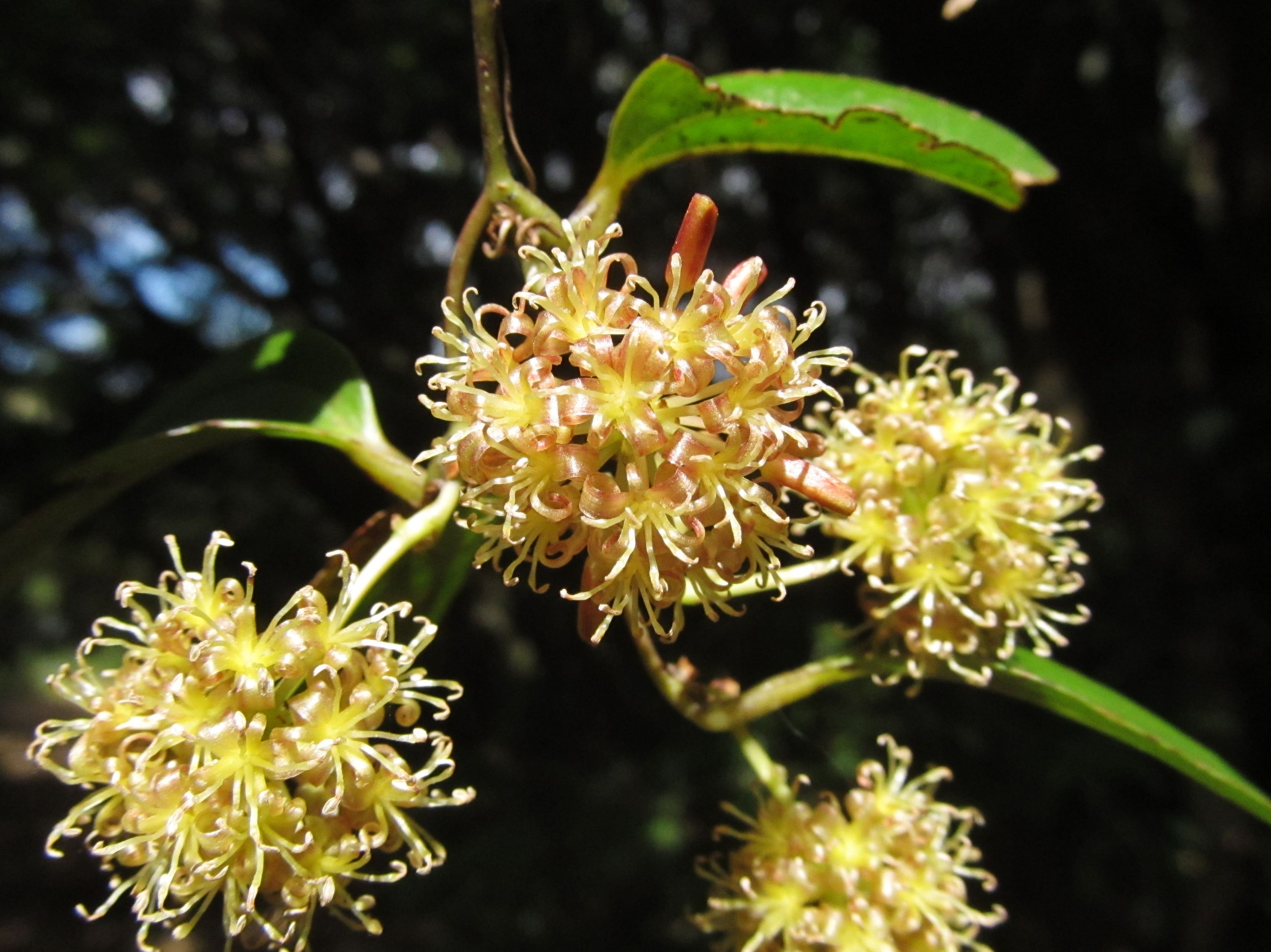
Blütenstände von Smilax ovalifolia

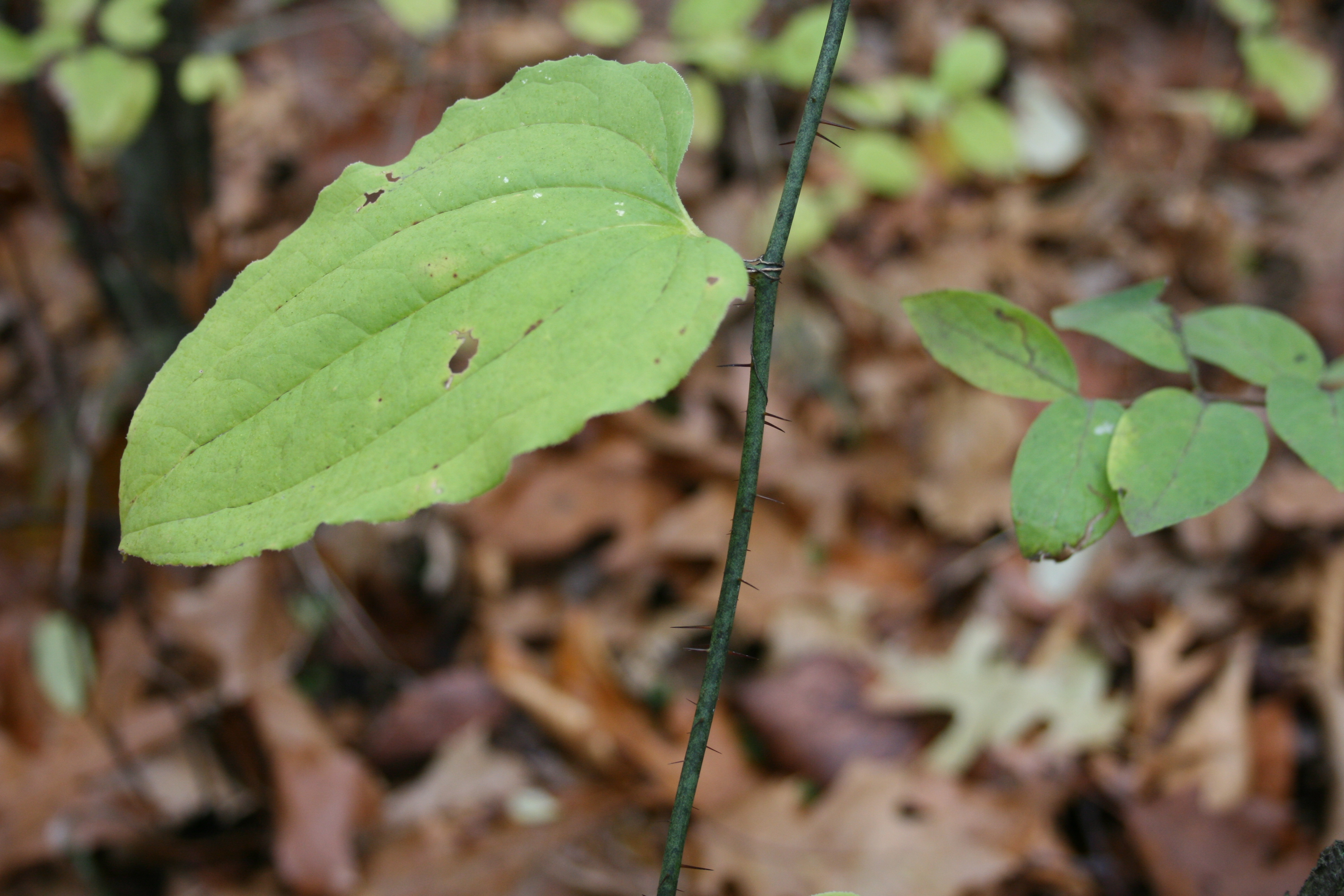
Bewehrte Sprossachse und Laubblatt der Steifborstigen Stechwinde (Smilax tamnoides)

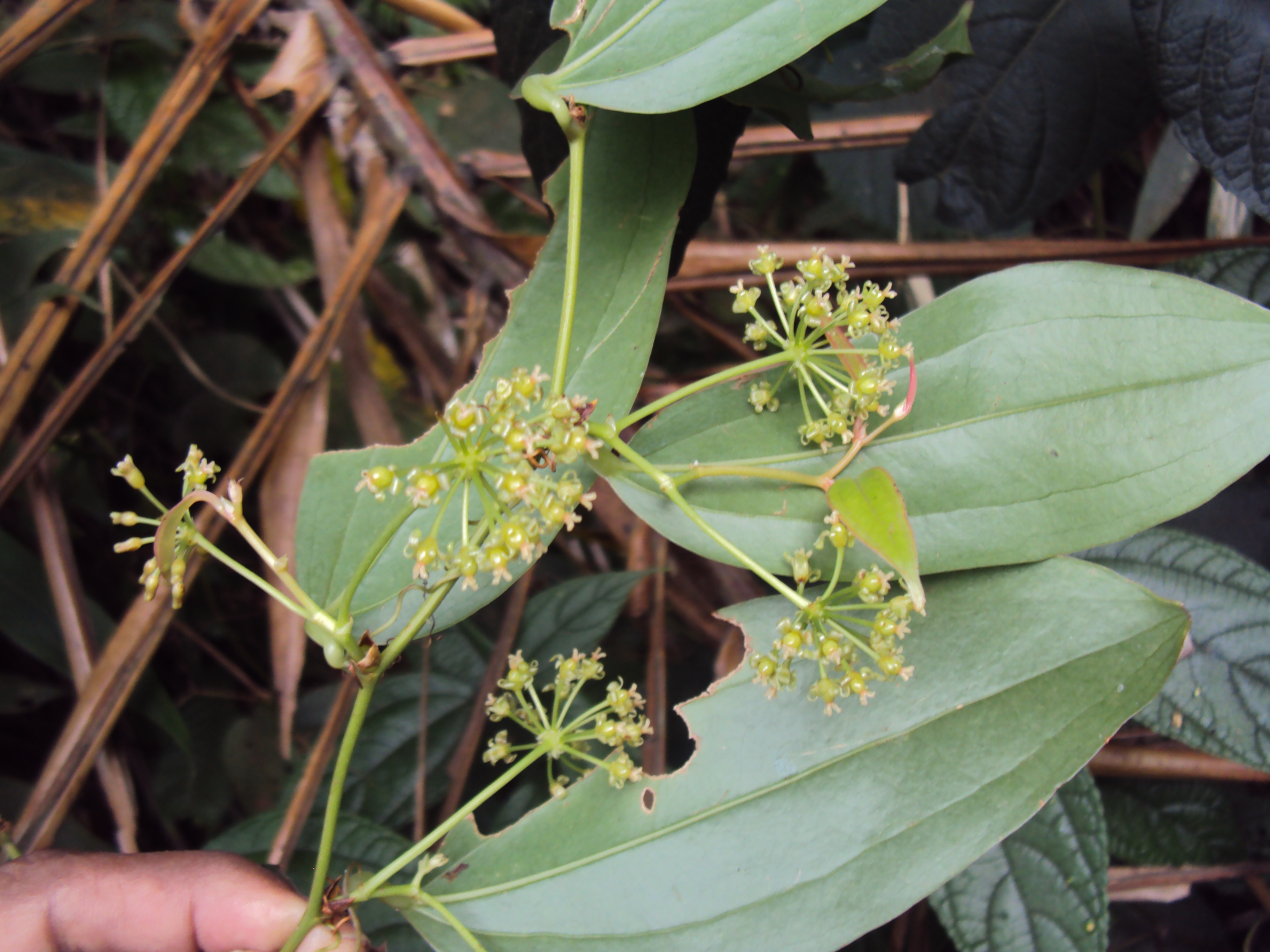
Laubblätter und Blütenstände von Smilax zeylanica

Die Gattung Smilax wurde durch Carl von Linné aufgestellt. Der Gattungsname Smilax wurde in der griechischen Antike für eine immergrüne Eichenart verwendet. Ein Synonym für Smilax L. ist Sarsaparilla Kuntze.
Die Smilax-Arten gedeihen in tropischen, subtropischen und gemäßigten Gebieten fast weltweit. In China kommen etwa 79 Arten vor, 39 davon nur dort. Die meisten Arten kommen in der Neotropis vor. Nur die drei Arten Raue Stechwinde (Smilax aspera), Smilax canariensis und Hohe Stechwinde (Smilax excelsa) kommen auch in Europa vor.
In der Gattung der Stechwinden (Smilax) gibt es je nach Autor 250 bis 350 Arten:
- Smilax aberrans Gagnep.: Sie kommt im südlichen China und im nördlichen Vietnam vor.[4]
- Smilax aculeatissima Conran: Dieser Endemit kommt nur im nördlichen Queensland vor.[4]
- Smilax amamiana Z.S.Sun & P.Li: Dieser Endemit kommt nur auf den Nansei-Inseln vor.[4]
- Smilax amblyobasis K.Krause: Sie kommt in Neuguinea vor.[4]
- Smilax ampla Warb. ex K.Krause: Sie kommt im Bismarck-Archipel vor.[4]
- Smilax anceps Willd. (Syn.: Smilax kraussiana Meisn.): Sie ist im tropischen und südlichen Afrika sowie auf Inseln im westlichen Indischen Ozean weitverbreitet.[4]
- Smilax anguina K.Krause: Sie kommt in Neuguinea vor.[4]
- Smilax annulata Warb. ex K.Krause: Sie kommt in Neuguinea vor.[4]
- Smilax aquifolium Ferrufino & Greuter: Dieser Endemit kommt nur im westlichen Kuba vor.[4]
- Smilax arisanensis Hayata: Sie kommt im südlichen China, in Taiwan und Vietnam vor.[4]
- Veracruz-Stechwinde[6] (Smilax aristolochiifolia Mill.): Sie ist vom südlichen Mexiko bis Honduras verbreitet.[4]
- Raue Stechwinde[6] (Smilax aspera L.): Sie ist in Südeuropa, Nordafrika und im Orient verbreitet; sie ist eine der drei auch in Europa vorkommenden Arten.
- Smilax aspericaulis Wall. ex A.DC.: Das Verbreitungsgebiet reicht vom östlichen Himalaja bis Südchina und den Philippinen.[4]
- Smilax assumptionis A.DC.: Sie kommt im östlichen Bolivien, in Paraguay und im nordöstlichen Argentinien vor.[4]
- Smilax astrosperma F.T.Wang & Tang: Sie gedeiht in offenen Wäldern in Höhenlagen von 0 bis 1000 Metern in den chinesischen Provinzen Guangxi sowie Hainan.[1]
- Smilax auriculata Walter: Sie kommt von den südöstlichen Vereinigten Staaten bis zu den Bahamas vor.[4]
- Smilax australis R.Br. (Syn.: Smilax latifolia R.Br., Smilax spinescens Miq., Smilax latifolia var. crassinervia A.DC.): Sie kommt im nördlichen und östlichen Australien und auf der Lord-Howe-Insel vor.[4]
- Smilax austrozhejiangensis Q.Lin: Sie kommt im südlichen Zhejiang vor.[1][4]
- Smilax azorica H.Schaef. & P.Schönfelder: Sie kommt auf den Azoren vor.[4]
- Smilax bapouensis H.Li: Sie kommt im nordwestlichen Yunnan vor.[4][1]
- Smilax basilata F.T.Wang & Tang: Sie kommt im südöstlichen Yunnan und in Guangxi vor.[4][1]
- Smilax bauhinioides Kunth: Sie kommt vom südlichen Guangxi bis ins südliche Vietnam vor.[4]
- Smilax bella J.F.Macbr.: Sie kommt im nördlichen Peru vor.[4]
- Smilax biflora Siebold ex Miq.: Dieser Endemit kommt nur im japanischen (Yakushima sowie Nansei-shoto) vor.[4]
- Smilax biltmoreana (Small) J.B.Norton ex Pennell: Sie kommt in den südöstlichen Vereinigten Staaten vor.[4]
- Smilax binchuanensis P.Li & C.X.Fu: Sie kommt im westlichen Yunnan vor.[4]
- Smilax biumbellata T.Koyama: Sie kommt von Assam bis China vor.[4]
- Smilax blumei A.DC.: Sie kommt von den Andamanen bis ins nördliche Queensland vor.[4]
- Smilax bockii Warb.: Sie kommt vom östlichen Nepal bis zu den Nansei-Inseln vor.[4]
- Smilax bona-nox L.: Sie ist von den USA bis Mexiko und auf den Bermudas verbreitet.[4]
- Smilax borneensis A.DC.: Sie kommt auf Borneo vor.[4]
- Smilax bracteata C.Presl: Sie kommt von Japan bis Indochina und den Karolinen vor.[4]
- Smilax brasiliensis Spreng.: Sie kommt in Brasilien vor.[4]
- Smilax californica (A.DC.) A.Gray: Sie kommt vom südwestlichen Oregon bis zum nordwestlichen Kalifornien vor.[4]
- Smilax calophylla Wall. ex A.DC.: Sie kommt von Thailand bis Sumatra und in Queensland vor.[4]
- Smilax cambodiana Gagnep.: Sie kommt in Kambodscha und im südlichen Vietnam vor.[4]
- Smilax campestris Griseb.: Sie kommt in Brasilien, Paraguay, Uruguay und im nördlichen Argentinien vor.[4]
- Smilax canariensis Willd.: Sie kommt auf den Kanaren, auf den Azoren und Madeira vor.[4][2]
- Smilax canellifolia Mill.: Sie kommt von Kuba bis Hispaniola und Jamaika vor.[4]
- Smilax celebica Blume: Sie kommt auf Sulawesi vor.[4]
- Smilax chapaensis Gagnep.: Sie kommt vom südlichen China bis zum nördlichen Vietnam vor.[4]
- China-Stechwinde[6] (Smilax china L.): Sie ist in zwei Varietäten in China, Korea, Japan und Indochina[4] verbreitet; mit nicht windendem, stachligem Stängel, herzförmig-rundlichen, kurz zugespitzten Blättern und einfachen Blütendolden, liefert in dem knolligen Wurzelstock die sogenannte Chinawurzel (Pockenwurzel). Diese schmeckt indifferent, dann etwas kratzend, ist geruchlos und enthält besonders Smilacin. Sie kam 1525 durch Vinzenz Gilius von Tristan nach Europa, wurde als Mittel gegen Lustseuche empfohlen und gelangte zu großer Berühmtheit wegen der guten Wirkungen, welche sie an dem von der Gicht geplagten Kaiser Karl V. übte.
- Smilax chinensis (F.T.Wang) P.Li & C.X.Fu: Sie kommt nur in China vor.[4]
- Smilax chingii F.T.Wang & Tang: Sie kommt im südlichen China vor.[1]
- Smilax cinnamomea Desf. ex A.DC.: Sie kommt in Französisch-Guayana vor.[4]
- Smilax cissoides M.Martens & Galeotti: Sie kommt in Brasilien vor.[4]
- Smilax cocculoides Warb.: Sie kommt im südlichen China vor.[4]
- Smilax cognata Kunth: Sie kommt von Brasilien bis Bolivien und Argentinien vor.[4]
- Smilax compta (Killip & C.V.Morton) Ferrufino: Sie kommt nur in Panama vor.[4]
- Smilax corbularia Kunth: Sie kommt in zwei Varietäten vom südlichen China bis ins westliche Malesien vor.[4]
- Smilax cordato-ovata Rich.: Sie kommt in Französisch-Guayana vor.[4]
- Smilax cordifolia Humb. & Bonpl. ex Willd.: Sie kommt in Mexiko und auf Antigua vor.[4]
- Smilax coriacea Spreng.: Sie kommt von Puerto Rico bis zu den Jungferninseln vor.[4]
- Smilax cristalensis Ferrufino & Greuter: Sie kommt im südöstlichen Kuba vor.[4]
- Smilax cuprea Ferrufino & Greuter: Dieser Endemit kommt nur im östlichen Kuba vor.[4]
- Smilax cuspidata Duhamel: Sie kommt in Französisch-Guayana vor.[4]
- Smilax darrisii H.Lév.: Sie kommt in China vor.[4]
- Smilax davidiana A.DC.: Sie kommt von Assam bis ins südliche China vor.
- Smilax densibarbata F.T.Wang & Tang: Sie kommt im südöstlichen Yunnan vor.[1]
- Smilax discotis Warb.: Sie kommt in China vor.[4]
- Smilax domingensis Willd.: Sie kommt von Mexiko bis ins tropische Südamerika vor.[4]
- Smilax ecirrhata (Engelm. ex Kunth) S.Watson: Sie kommt vom südlichen Ontario bis zu den Vereinigten Staaten vor.[4]
- Smilax elastica Griseb.: Sie kommt vom östlichen Bolivien bis Brasilien vor.[4]
- Smilax elegans Wall. ex Kunth: Sie kommt in drei Unterarten vom nördlichen Pakistan bis China vor.[4]
- Smilax elegantissima Gagnep.: Sie kommt im südöstlichen Yunnan und im nördlichen Vietnam vor.[4]
- Smilax elmeri Merr.: Sie kommt auf den Philippinen vor.[4]
- Smilax elongatoumbellata Hayata: Sie kommt in Taiwan und auf den Nansei-Inseln vor.[4]
- Smilax emeiensis J.M.Xu: Sie kommt in Sichuan vor.[1]
- Smilax erecta Merr.: Sie kommt auf den Philippinen vor.[4]
- Hohe Stechwinde[6] (Smilax excelsa L.): Sie kommt von der Balkanhalbinsel bis zum Iran vor.[4][2]
- Smilax extensa Wall. ex Hook. f.: Sie kommt in Thailand und auf der Malaiischen Halbinsel vor.[4]
- Smilax ferox Wall. ex Kunth: Das Verbreitungsgebiet reicht von Nepal bis in südliche China.[4]
- Smilax flavicaulis Rusby: Sie kommt in Bolivien vor.[4]
- Smilax fluminensis Steud.: Sie kommt von Costa Rica bis Argentinien vor.[4]
- Smilax fooningensis F.T.Wang & Tang: Sie kommt im südöstlichen Yunnan vor.[1]
- Smilax fortunensis Ferrufino & Gómez-Laur: Sie kommt nur in Panama vor.[4]
- Smilax fui Z.C.Qi & P.Li: Dieser Endemit kommt nur auf den Nansei-Inseln vor.[4]
- Smilax gagnepainii T.Koyama: Sie kommt in China und in Vietnam vor.[4]
- Smilax gaudichaudiana Kunth: Sie kommt in China, Taiwan und Vietnam vor.[4]
- Smilax gigantea Merr.: Sie kommt auf Borneo vor.[4]
- Smilax gigantocarpa Koord.: Dieser Endemit kommt in Java vor.[4]
- Smilax glabra Roxb.: Das Verbreitungsgebiet reicht von Assam und bis Taiwan und Indochina.[4]
- Smilax glauca Walter: Sie ist von den USA bis Mexiko verbreitet.[4]
- Smilax glaucochina Warb. ex Diels: Sie kommt in China und Taiwan vor.[4]
- Smilax glyciphylla Sm.: Sie kommt in Queensland und in New South Wales vor.[4]
- Smilax goyazana A.DC.: Sie kommt in Bolivien, Brasilien und Paraguay vor.[4]
- Smilax gracilior Ferrufino & Greuter: Sie kommt in Kuba und auf den Bahamas vor.[4]
- Smilax griffithii A.DC.: Sie kommt vom östlichen Himalaja bis Thailand vor.[4]
- Smilax guianensis Vitman: Sie kommt von Puerto Rico bis Venezuela vor.[4]
- Smilax guiyangensis C.X.Fu & C.D.Shen: Sie kommt in Guizhou vor.[1]
- Smilax havanensis Jacq.: Sie kommt vom südlichen Florida bis in die nördliche Karibik vor.[4]
- Smilax hayatae T.Koyama: Sie kommt in Guangdong und in Taiwan vor.[4]
- Smilax hemsleyana Craib: Sie kommt von Assam bis China vor.[4]
- Smilax herbacea L.: Sie ist vom östlichen Kanada bis in die östlichen USA verbreitet.[4]
- Smilax hilariana A.DC.: Sie kommt im südöstlichen Brasilien vor.[4]
- Smilax hirtellicaulis C.Y.Wu & C.Chen ex P.Li: Sie wurde 2016 aus Yunnan erstbeschrieben.[4]
- Smilax horridiramula Hayata: Dieser Endemit kommt nur in Taiwan vor.[4]
- Smilax hugeri (Small) J.B.Norton ex Pennell: Sie kommt in den südöstlichen Vereinigten Staaten vor.[4]
- Smilax hypoglauca Benth.: Sie kommt in Borneo und im südöstlichen China vor.[4]
- Smilax ilicifolia Desv. ex Ham.: Sie kommt auf Hispaniola vor.[4]
- Smilax illinoensis Mangaly: Sie kommt vom südlichen Ontario bis in die zentralen und östlichen Vereinigten Staaten vor.[4]
- Smilax indosinica T.Koyama: Sie kommt in Thailand vor.[4]
- Smilax inversa T.Koyama: Sie kommt in Thailand, Kambodscha, Laos, Vietnam und Malaysia vor.[4]
- Smilax irrorata Mart. ex Griseb.: Sie kommt im tropischen Südamerika vor.[4]
- Smilax jamesii G.A.Wallace: Dieser Endemit kommt nur im nordwestlichen Kalifornien vor.[4]
- Smilax japicanga Griseb.: Sie ist im südöstlichen Brasilien verbreitet.[4]
- Smilax javensis A.DC.: Dieser Endemit kommt nur auf Java vor.[4]
- Smilax kaniensis K.Krause: Sie kommt von Neuguinea bis ins nördliche Queensland vor.[4]
- Smilax keyensis Warb. ex K.Krause: Dieser Endemit kommt in Maluku vor.[4]
- Smilax kingii Hook. f.: Sie kommt im östlichen Himalaja und auf der Malaiischen Halbinsel vor.[4]
- Smilax klotzschii Kunth: Sie kommt auf Java vor.[4]
- Smilax korthalsii A.DC.: Sie kommt in Borneo vor.[4]
- Smilax kwangsiensis F.T.Wang & Tang: Sie kommt in zwei Varietäten in Guangxi und Guangdong vor.[1]
- Smilax lanceifolia Roxb.: Sie kommt in vier Varietäten von Nepal bis Taiwan und dem westlichen Malesien vor.[4]
- Smilax lappacea Humb. & Bonpl. ex Willd.: Sie kommt von Venezuela bis Peru und Brasilien vor.[4]
- Smilax larvata Griseb.: Sie kommt in Brasilien vor.[4]
- Smilax lasioneura Hook.: Sie kommt in Kanada und in den Vereinigten Staaten vor.[4]
- Smilax laurifolia L.: Die Heimat sind die südöstliche USA bis zum östlichen Texas, die Bahamas und Kuba.[4]
- Smilax lebrunii H.Lév.: Sie kommt in China und in Myanmar vor.[4]
- Smilax leucophylla Blume: Sie kommt von Indochina bis Neuguinea vor.[4]
- Smilax ligneoriparia C.X.Fu & P.Li: Sie kommt in Yunnan und in Zhejiang vor.[1]
- Smilax ligustrifolia A.DC.: Dieser Endemit kommt nur in Neukaledonien vor.[4]
- Smilax loheri Merr.: Dieser Endemit kommt nur auf Luzon vor.[4]
- Smilax longiflora (K.Y.Guan & Noltie) P.Li & C.X.Fu: Sie kommt im südlichen Yunnan vor.[4]
- Smilax longifolia Rich. (Syn.: Smilax papyracea Duhamel, Smilax acuminata Willd., Smilax flavescens Desv. ex Ham., Smilax syphilitica Mart. nom. illeg., Smilax longifolia var. variegata B.S.Williams, Smilax officinalis Poepp. ex A.DC. nom. inval. non Kunth, Sarsaparilla acuminata (Willd.) Kuntze): Das Verbreitungsgebiet ist Hispaniola und das tropische Südamerika.[4]
- Smilax lucida Merr.: Dieser Endemit kommt nur auf Luzon vor.[4]
- Smilax luei T.Koyama: Dieser Endemit kommt nur im zentralen Taiwan vor.[4]
- Smilax lunglingensis F.T.Wang & Tang: Sie kommt in Yunnan vor.[1]
- Smilax lushuiensis S.C.Chen: Sie kommt im westlichen Yunnan vor.[4]
- Smilax lutescens Vell.: Sie kommt im südöstlichen Brasilien vor.[4]
- Smilax luzonensis C.Presl: Sie kommt von Indien bis zu den Philippinen vor.[4]
- Smilax macrocarpa Blume: Dieser Endemit kommt nur auf Java vor.[4]
- Smilax magnifolia J.F.Macbr.: Sie kommt im nördlichen Peru vor.[4]
- Smilax mairei H.Lév.: Sie kommt in Yunnan vor.[4]
- Smilax malipoensis S.C.Chen: Sie kommt im südöstlichen Yunnan vor.[1]
- Smilax maritima Feay ex Alph.Wood: Sie kommt von den südöstlichen Vereinigten Staaten bis ins südöstliche Texas vor.[4]
- Smilax maypurensis Humb. & Bonpl. ex Willd.: Sie kommt im tropischen Südamerika vor.[4]
- Smilax megacarpa A.DC.: Sie kommt von Assam bis China und Malesien vor.[4]
- Smilax megalantha C.H.Wright: Sie kommt in China und Myanmar vor.[4]
- Smilax melanocarpa Ridl.: Sie kommt in Neuguinea vor.[4]
- Smilax melastomifolia Sm. (Syn.: Smilax sandwicensis Kunth, Smilax hawaiensis Seem.): Die Heimat ist Hawaii.[4]
- Smilax menispermoidea A.DC.: Sie kommt von Himalaja bis China vor.[4]
- Smilax micrandra (T.Koyama) P.Li & C.X.Fu: Dieser Endemit kommt nur im südlichen Hainan vor.[4]
- Smilax microchina T.Koyama: Sie kommt im nordöstlichen Thailand vor.[4]
- Smilax microdontus Z.S.Sun & C.X.Fu: Sie 2015 aus China erstbeschrieben.[4]
- Smilax microphylla C.H.Wright: Sie kommt in China vor.[4]
- Smilax minarum A.DC.: Sie kommt in Brasilien vor.[4]
- Smilax minutiflora A.DC.: Sie kommt von Nepal bis Bangladesch vor.[4]
- Smilax modesta A.DC.: Sie kommt auf Borneo, Java und Sumatra vor.[4]
- Smilax mollis Humb. & Bonpl. ex Willd.: Sie kommt im westlichen Kuba und von Mexiko bis Ecuador und Venezuela vor.[4]
- Smilax moranensis M.Martens & Galeotti: Sie kommt von Mexiko bis Nicaragua vor.[4]
- Smilax munita S.C.Chen (Syn.: Smilax rigida Wall.): Sie ist von Nepal bis Yunnan verbreitet.[4]
- Smilax muscosa Toledo: Sie kommt im südöstlichen Brasilien vor.[4]
- Smilax myosotiflora A.DC.: Sie kommt in Myanmar, Thailand, Malaysia und im nordwestlichen Borneo vor.[4]
- Smilax myrtillus A.DC.: Sie kommt von Bhutan bis Yunnan vor.[4]
- Smilax nageliana A.DC.: Sie kommt auf Java vor.[4]
- Smilax nana F.T.Wang: Sie kommt im westlichen Yunnan vor.[1]
- Smilax nantoensis T.Koyama: Dieser Endemit kommt nur in Taiwan vor.[4]
- Smilax neocaledonica Schltr.: Dieser Endemit kommt nur in Neukaledonien vor.[4]
- Smilax neocyclophylla I.M.Turner (Syn.: Smilax cyclophylla Warb.): Sie kommt im südlich-zentralen China vor.[4]
- Smilax nervomarginata Hayata: Sie kommt im südöstlichen China und auf den Nansei-Inseln vor.[4]
- Smilax nigrescens F.T.Wang & Tang: Sie kommt im zentralen China vor.[1]
- Smilax nipponica Miq.: Sie kommt in China, Japan, Korea und Taiwan vor.[4]
- Smilax nova-guineensis T.Koyama: Sie kommt von Neuguinea bis zum Bismarck-Archipel vor.[4]
- Smilax obliquata Duhamel: Sie kommt in Peru vor.[4]
- Smilax oblongata Sw.: Sie kommt von den Kleinen Antillen bis ins nördliche Südamerika vor.[4]
- Smilax oblongifolia Pohl ex Griseb.: Sie kommt in Brasilien vor.[4]
- Smilax ocreata A.DC.: Sie kommt vom Himalaja bis Hainan vor.[4]
- Smilax odoratissima Blume: Sie kommt von Bangladesch bis ins westliche Malesien vor.[4]
- Smilax officinalis Kunth non Griseb. non Poepp. ex A.DC. (Syn.: Smilax bernhardii F.W.Apt, Smilax gilgiana F.W.Apt, Smilax tonduzii F.W.Apt, Smilax vanilliodora F.W.Apt, Smilax barbillana Cufod., Smilax standleyi Killip & C.V.Morton, Smilax chiriquensis C.V.Morton): Sie ist von Honduras bis Ecuador verbreitet.[4]
- Smilax orbiculata Labill.: Dieser Endemit kommt nur in Neukaledonien vor.[4]
- Honduras-Stechwinde[6] (Smilax ornata Lem., Syn.: Smilax grandifolia Regel nom. illeg., Smilax utilis Hemsl. nom. illeg. non C.H.Wright, Smilax regelii Killip & C.V.Morton, Smilax regelii var. albida Killip & C.V.Morton): Sie ist von Mexiko bis Zentralamerika verbreitet.[4]
- Smilax orthoptera A.DC.: Sie kommt von Nepal bis Myanmar vor.[4]
- Smilax outanscianensis Pamp.: Sie kommt in China vor.[4]
- Smilax ovalifolia Roxb. ex D.Don: Sie kommt vom Himalaja bis Hainan vor.[4]
- Smilax ovatolanceolata T.Koyama: Sie kommt in Borneo vor.[4]
- Smilax pachysandroides T.Koyama: Sie kommt in Sichuan und Hubei vor.[4]
- Smilax paniculata (Gagnep.) P.Li & C.X.Fu: Sie kommt in Kambodscha und Vietnam vor.[4]
- Smilax papuana Lauterb.: Sie kommt in Papua-Neuguinea vor.[4]
- Smilax perfoliata Lour.: Sie kommt vom indischen Subkontinent bis Taiwan vor.[4]
- Smilax petelotii T.Koyama: Sie kommt in China und im nördlichen Vietnam vor.[4]
- Smilax pilcomayensis Guagl. & Gattuso: Sie kommt in Bolivien, Brasilien, Argentinien und Paraguay vor.[4]
- Smilax pilosa Andreata & Leoni: Sie kommt in Brasilien vor.[4]
- Smilax pinfaensis H.Lév. & Vaniot: Sie kommt in Guizhou vor.[4]
- Smilax plurifurcata A.DC.: Dieser Endemit kommt nur in Neukaledonien vor.[4]
- Smilax poilanei Gagnep.: Sie kommt in Vietnam vor.[4]
- Smilax polyacantha Wall. ex Kunth: Sie kommt in Assam, auf den Andamanen und in Malaysia vor.[4]
- Smilax polyandra (Gagnep.) P.Li & C.X.Fu: Sie kommt von Assam bis Yunnan vor.[4]
- Smilax polyantha Griseb.: Sie kommt von Brasilien bis Bolivien vor.[4]
- Smilax polycolea Warb.: Sie kommt im südlichen China vor.[4]
- Smilax populnea Kunth: Sie kommt in Hispaniola vor.[4]
- Smilax pottingeri Prain (Syn.: Smilax jiankunii H.Li): Sie kommt von Assam bis Yunnan und dem nördlichen Indochina vor.[4]
- Smilax pseudochina L.: Sie kommt von New York bis Georgia vor.[4]
- Smilax pulverulenta Michx.: Sie kommt in den nördlich-zentralen und östlichen Vereinigten Staaten vor.[4]
- Smilax pumila Walter: Sie kommt von den südöstlichen Vereinigten Staaten bis ins östliche Texas vor.[4]
- Smilax purhampuy Ruiz (Syn.: Smilax febrifuga Kunth, Smilax ruiziana Kunth): Sie ist von Zentral- bis ins tropischen Südamerika weitverbreitet.[4]
- Smilax purpurata G.Forst.: Dieser Endemit kommt nur in Neukaledonien vor.[4]
- Smilax pygmaea Merr.: Sie kommt von Taiwan bis zu den nördlichen Philippinen vor.[4]
- Smilax quadrata A.DC.: Sie kommt von Assam bis Yunnan vor.[4]
- Smilax quadrumbellata T.Koyama: Sie kommt in Indien vor.[4]
- Smilax quinquenervia Vell. (Syn.: Smilax officinalis Griseb. nom. illeg. non Kunth, Smilax procera Griseb., Smilax pohliana Kunth, Smilax tijucensis A.DC.): Sie kommt im tropischen Südamerika vor.[4]
- Smilax remotinervis Hand.-Mazz.: Sie kommt im östlichen Brasilien vor.[4]
- Smilax retroflexa (F.T.Wang & Tang) S.C.Chen: Sie kommt in China und in Vietnam vor.[1]
- Smilax riparia A.DC.: Sie ist mit mehreren Varietäten von China bis zu den Philippinen verbreitet.[4][1]
- Rundblättrige Stechwinde[6] (Smilax rotundifolia L.): Sie ist in Kanada und in den USA verbreitet.[4]
- Smilax roxburghiana Wall. ex A.DC.: Sie kommt vom östlichen Himalaja bis Assam vor.[4]
- Smilax rubromarginata K.Krause: Sie kommt in Neuguinea vor.[4]
- Smilax rufescens Griseb.: Sie kommt vom südlichen Venezuela bis Brasilien und Bolivien vor.[4]
- Smilax sailenii Sarma, Baruah & Borthakur: Sie wurde 2018 aus Assam erstbeschrieben.[4]
- Smilax salicifolia Griseb.: Sie kommt im südöstlichen Brasilien vor.[4]
- Smilax sanguinea Posada-Ar.: Sie kommt in Kolumbien vor.[4]
- Smilax santaremensis A.DC.: Sie kommt in Brasilien, Suriname, Guayana und Französisch-Guayana vor.[4]
- Smilax saulensis J.D.Mitch.: Sie kommt in Französisch-Guayana vor.[4]
- Smilax schomburgkiana Kunth: Sie kommt von Trinidad bis ins tropische Südamerika vor.[4]
- Smilax scobinicaulis C.H.Wright: Sie kommt in China vor.[4]
- Smilax sebeana Miq.: Sie kommt in Japan auf den Nansei-Inseln und auf Taiwan vor.[4]
- Smilax seisuiensis (Hayata) P.Li & C.X.Fu: Dieser Endemit kommt nur in Taiwan vor.[4]
- Smilax septemnervia (F.T.Wang & Tang) P.Li & C.X.Fu: Sie kommt vom südlichen China bis Vietnam vor.[4]
- Smilax setiramula F.T.Wang & Tang: Sie kommt im südöstlichen Yunnan vor.[4][1]
- Smilax setosa Miq.: Sie kommt in Malaysia, Borneo und Sumatra vor.[4]
- Smilax sieboldii Miq.: Sie ist in China und Ostasien verbreitet.[4]
- Smilax silverstonei Botina: Sie kommt in Kolumbien vor.[4]
- Smilax sinclairii T.Koyama: Sie kommt auf der Malaiischen Halbinsel vor.[4]
- Smilax siphilitica Humb. & Bonpl. ex Willd.: Sie kommt von den Kleinen Antillen bis ins tropische Südamerika vor.[4]
- Smilax solanifolia A.DC.: Sie kommt von den Kleinen Antillen bis ins nördliche Südamerika vor.[4]
- Smilax spicata Vell.: Sie kommt im südöstlichen Brasilien vor.[4]
- Smilax spinosa Mill.: Sie kommt von Mexiko und Trinidad bis ins tropische Südamerika vor.[4]
- Smilax spissa Killip & C.V.Morton: Sie kommt vom südlichen Costa Rica bis Panama vor.[4]
- Smilax spruceana A.DC.: Sie kommt im nördlichen Brasilien vor.[4]
- Smilax stans Maxim.: Sie kommt in China, Japan und Taiwan vor.[4]
- Smilax stenophylla A.DC.: Sie kommt in Brasilien vor.[4]
- Smilax subinermis C.Presl: Sie kommt in Peru vor.[4]
- Smilax subpubescens A.DC.: Sie kommt von Mexiko bis Zentralamerika vor.[4]
- Smilax subsessiliflora Duhamel: Sie kommt im östlichen Brasilien vor.[4]
- Smilax sumatrensis (A.DC.) P.Li & C.X.Fu: Sie kommt in Thailand, Malaysia, Sumatra, Borneo, Kambodscha, Laos und Vietnam vor.[4]
- Smilax synandra Gagnep.: Sie kommt vom nordöstlichen Thailand bis China vor.[4]
- Smilax talbotiana A.DC.: Sie kommt in Guayana vor.[4]
- Steifborstige Stechwinde[6] (Smilax tamnoides L.): Sie ist in den USA, in Ontario und im nordöstlichen Mexiko verbreitet.[4]
- Smilax tetraptera Schltr.: Dieser Endemit kommt nur in Neukaledonien vor.[4]
- Smilax timorensis A.DC.: Dieser Endemit kommt nur auf Timor vor.[4]
- Smilax tomentosa Kunth: Sie kommt vom südlichen Mexiko und westlichen Südamerika bis ins nordwestliche Venezuela vor.[4]
- Smilax trachypoda J.B.Norton: Sie kommt im zentralen China vor.[4]
- Smilax trinervula Miq.: Sie kommt vom südlichen China bis Honshu vor.[4]
- Smilax tsinchengshanensis F.T.Wang: Sie kommt in Sichuan und in Guizhou vor.[1]
- Smilax tuberculata C.Presl: Sie kommt in Ecuador vor.[4]
- Smilax turbans F.T.Wang & Tang: Sie kommt vom östlichen Himalaja bis Assam vor.[4]
- Smilax utilis C.H.Wright non Hemsl.: Dieser Endemit kommt nur auf den Salomonen vor.[4]
- Smilax vaginata Decne.: Sie ist von Afghanistan bis Assam verbreitet.[4]
- Smilax vanchingshanensis (F.T.Wang & Tang) F.T.Wang & Tang: Sie kommt in China vor.[1]
- Smilax velutina Killip & C.V.Morton: Sie kommt von Mexiko bis Panama vor.[4]
- Smilax verrucosa Griseb.: Sie kommt in Brasilien und Uruguay vor.[4]
- Smilax verticalis Gagnep.: Sie kommt in Thailand, Kambodscha, Laos und Vietnam vor.[4]
- Smilax vitiensis (Seem.) A.DC.: Sie kommt auf Inseln im südwestlichen Pazifik vor.[4]
- Smilax wallichii Kunth: Sie kommt im östlichen Himalaja vor.[4]
- Smilax walteri Pursh: Sie ist von den südöstlichen USA bis Texas verbreitet.[4]
- Smilax wightii A.DC.: Sie ist im Himalaja, Indien und Nepal verbreitet.[4]
- Smilax williamsii Merr.: Sie kommt auf den Philippinen vor.[4]
- Smilax yunnanensis S.C.Chen: Sie kommt im südlichen Yunnan vor.[1]
- Smilax zeylanica L.: Sie kommt im tropischen Asien vor.[4]

## Nutzung

Sarsaparilla-Triterpen

### Lebensmittelindustrie
Sorten von Smilax sind in Varianten des Root Beer und ähnlichen Getränken enthalten. In Südostasien gibt es das Getränk Sarsi, das mithilfe des Pflanzenextrakts hergestellt wird.

### Phytotherapie
Die Droge unter dem Namen Sarsaparille, Radix Sarsaparillae, auch Sarsaparilla, aus den unterirdischen Pflanzenteilen von beispielsweise Smilax chinensis (China-Stechwinde), Smilax officinalis, Smilax aristolochiifolia (Veracruz-Stechwinde), Smilax ornata (Honduras-Stechwinde) und Smilax siphilitica fand früher Verwendung in der Behandlung von Syphilis. So enthielt der im 18. Jahrhundert bei Geschlechtskrankheiten eingesetzte, von Gilbert Kennedy kreierte Lisbon Diet Drink als Dekokt hauptsächlich Sarsaparilla. Vereinzelt erfolgt noch der Einsatz beispielsweise als „Blutreinigungsmittel“ bzw. harn- und schweißtreibendes Mittel, etwa bei chronisch-entzündlichen Hauterkrankungen. Homöopathisch wird Sarsaparilla („Sars.“) noch gelegentlich verwendet. Die enthaltenen Saponine sind für unerwünschte Wirkungen wie Magen- und Nierenreizungen verantwortlich. Keine der Wirkungen ist wissenschaftlich belegt.

## Erwähnung von Sarsaparilla in der Literatur und Sonstigem
- Sarsaparilla ist die Lieblingsspeise der Schlümpfe. Die Früchte werden in deutschen Übersetzungen meist als Schlumpfbeeren bezeichnet.
- Sunset Sarsaparilla ist ein Erfrischungsgetränk in Fallout: New Vegas, einem Computerspiel aus der Fallout-Serie.
- Sarsaparillas werden als Getränk auf S. 309 und S. 317 des Buches Wege des Schicksals von Penelope Williams genannt.
- Sarsaparillextrakt wird George Cyril Wellbeloved als durstlöschende Alternative zum verbotenen Alkohol in dem Roman Schwein oder Nichtschwein (Pigs have Wings) von P. G. Wodehouse angeboten.
- Die Gastwirte des Unsichtbaren in H. G. Wells’ Roman Der Unsichtbare versetzen ihr Bier mit Sarsaparille.
- Im Film The Big Lebowski bestellt Sam Elliotts Charakter (The Stranger) an der Bar in der Bowlinghalle eine Sioux City Sarsaparilla.
- Ray Bradbury verfasste die Kurzgeschichte „Der Duft der Sarsaparilla“ (A Scent of Sarsaparilla), in der ein von seiner Ehefrau unverstandener Mann spurlos verschwindet.
- Die Jazzband Nucleus veröffentlichte 1974 auf ihrer LP „Under the Sun“ die beiden Musiktitel „A Taste of Sarsaparilla“ (A-Seite Nr. 5) und „Theme 1 – Sarsaparilla“ (B-Seite Nr. 1).
- Sarsaparilla als Getränk kommt im Kinderbuch Zirkusschuhe der britischen Autorin Noel Streatfeild vor.

## Historische Literatur
- Stechwinden. In: Meyers Konversations-Lexikon. 4. Auflage. Band 14, Verlag des Bibliographischen Instituts, Leipzig/Wien 1885–1892,  S. 1036.